# Ramal do Montijo
O Ramal do Montijo, conhecido inicialmente como Ramal de Aldegallega ou Ramal de Aldeia Galega, devido à antiga designação da localidade do Montijo,  foi um troço ferroviário, em bitola ibérica, que ligava o Pinhal Novo ao Montijo, em Portugal. Foi inaugurado em 4 de Outubro de 1908, e encerrado em 1989.

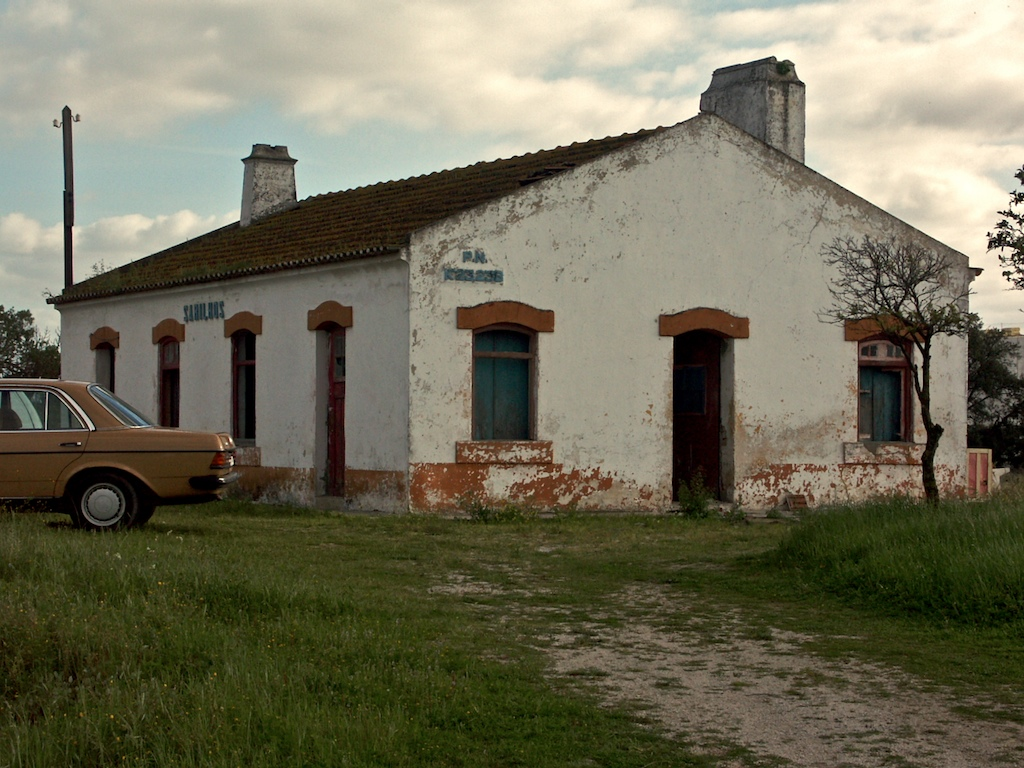
Paragem de Sarilhos, em 2006.

## Caracterização

### Percurso e vestígios do Ramal
A via partia de Pinhal Novo por Noroeste, contornando o limite urbanizado e descrevendo uma larga curva para Norte e Nordeste, e seguia depois paralelamente à Rua 1.º de Maio e de seguida à EN252, voltando a flectir para Noroeste até e para lá de Jardia. Entrava no Montijo seguindo em paralelo à Rua Vasco da Gama, virando depois para Oeste até atingir a estação. Desta subsiste o depósito de água.

### Material circulante
Entre o material circulante utilizado no Ramal do Montijo, estiveram as locotractoras da Série 1100.

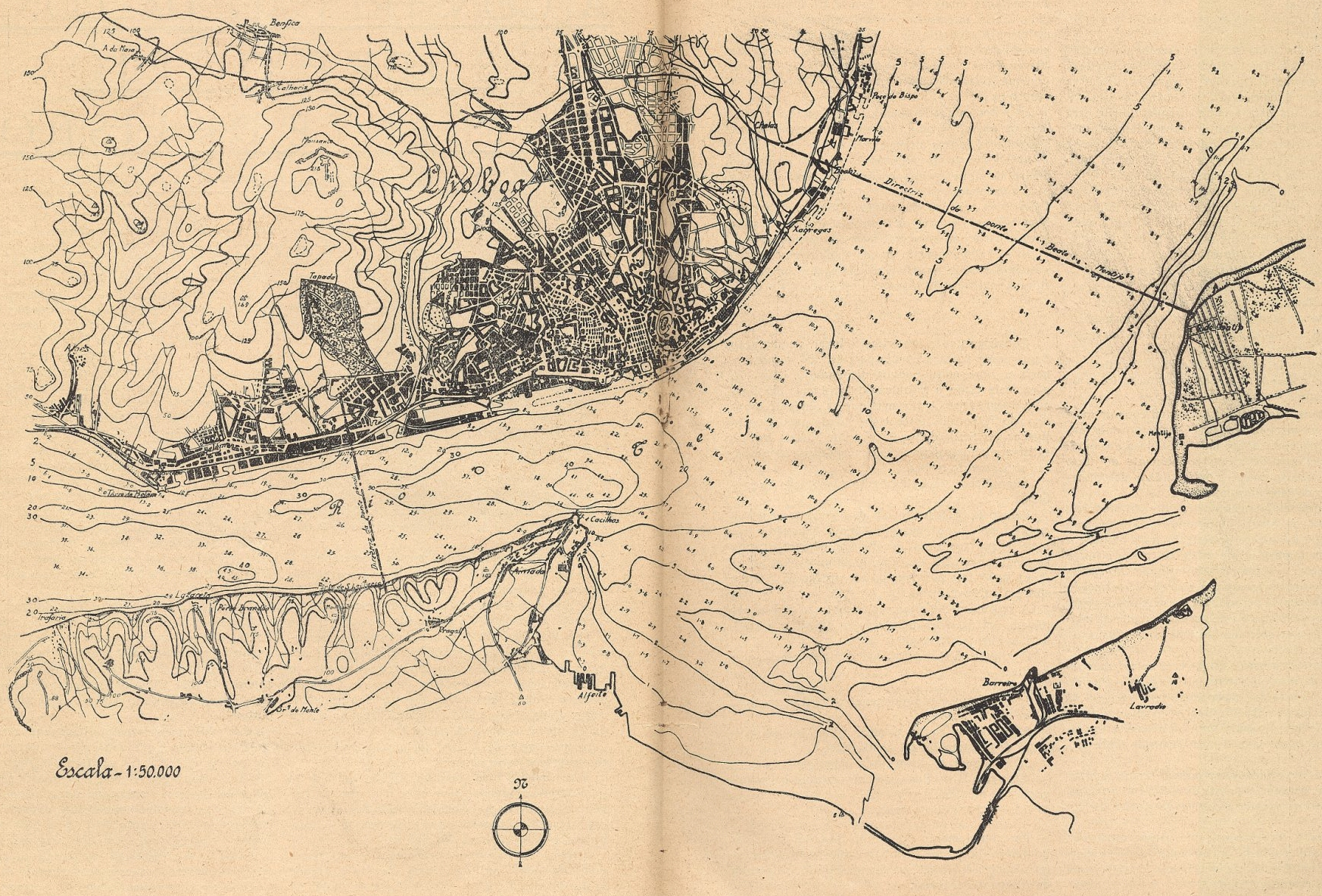
Projectos para duas pontes sobre o Tejo, incluindo a Ponte do Beato ao Montijo, à direita. Não está representado o Ramal do Montijo, e ao fundo à direita está a estação do Barreiro.

## História

### Antecedentes e primeiros planos
No século XIX, existiam grandes problemas nas comunicações na área da Margem Sul do Tejo, tanto com a cidade de Lisboa, através da via fluvial, como para o interior do país. A falta de dragagens no rio complicava a navegação de embarcações de grande porte, enquanto que no lado terrestre a rede de estradas estava pouco desenvolvida, devido à natureza arenosa dos solos, que impedia a abertura de novas vias rodoviárias. Com efeito, só a partir de Vendas Novas é que se iniciavam as estradas para o Sul do país, formando uma grande lacuna em termos de vias terrestres naquela região, e um obstáculo às comunicações entre Lisboa e o Alentejo. Em 31 de Maio de 1830, inaugurou-se um serviço de diligências entre Aldeia Galega (antiga designação do Montijo) e Badajoz, em Espanha, mas devido à falta de procura foi suspenso logo em 15 de Fevereiro do ano seguinte.
Em 1854, surgiu pela primeira vez a ideia de construir um caminho de ferro na margem Sul do Tejo, quando foi proposta uma linha de Aldeia Galega até Vendas Novas, que foi alvo de uma consulta do Conselho Superior de Obras Públicas em 19 de Abril desse ano. A principal finalidade desta linha seria facilitar os transportes entre as margens do Tejo e o interior. Uma lei de 7 de Agosto de 1854 autorizou a construção da linha, embora tenha ordenado a realização de estudos, de forma a averiguar sobre qual seria o melhor traçado e ponto de partida. Chegou-se à conclusão que construir um cais fluvial em Aldeia Galega seria muito difícil, além que ficaria demasiado longe em relação a Lisboa, motivo pelo qual o ponto inicial da linha foi mudado para o Barreiro. Assim, quando em 26 de Agosto desse ano foi celebrado um contrato adicional para a linha férrea, estabeleceu-se a sua origem no Barreiro em vez de Aldeia Galega, embora incluísse uma cláusula sobre a construção de um ramal até esta localidade. O primeiro lanço da Linha do Alentejo, entre o Barreiro e Bombel, sido inaugurado em 15 de Junho de 1857, pela Companhia Nacional dos Caminhos de Ferro ao Sul do Tejo.
Em 1879, o engenheiro Miguel Pais apresentou uma proposta para construir uma ponte rodoferroviária sobre o Rio Tejo, que ligaria a área do Grilo, em Lisboa, ao Montijo. Posteriormente foram apresentadas outras propostas para a ponte, como em Cacilhas e Almada, tendo o projecto de Miguel Pais sido retomado pela Associação dos Engenheiros Civis aquando da fase da discussão e estudos para a elaboração do Plano da Rede Complementar ao Sul do Tejo.

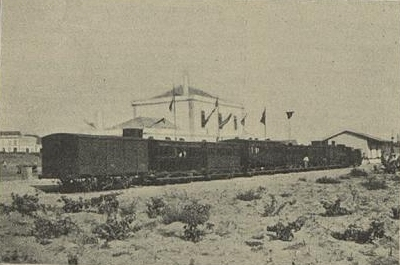
Inauguração da estação do Montijo.

### Planeamento, construção e inauguração
Em 1906, o presidente da Câmara Municipal do Montijo, Francisco da Silva, emitiu um parecer favorável acerca da construção do ramal entre o Pinhal Novo e Montijo, onde classificou este projecto como viável, cuja execução não traria despesas para o governo ou para a autarquia. Propôs várias modalidades de empréstimo como forma de financiar a construção, de forma a que a própria exploração da linha cobrisse as despesas a fazer. Desta forma, fez uma reunião com os quarenta maiores contribuintes do município, de forma a que estes dessem o seu parecer sobre as condições do empréstimo a contrair, cujo valor era estimado em 90 contos de réis, a serem pagos ao longo de 30 anos. Uma parte deste empréstimo, equivalente aos juros de amortização, seria coberto pela Câmara Municipal, tendo proposto que se fosse necessário, podia utilizar a receita vinda do imposto municipal sobre vinho.
Embora a construção do ramal não estivesse enquadrada nos objectivos do Fundo Especial de Caminhos de Ferro, um órgão governamental cujo objectivo era financiar obras ferroviárias, previa-se que este teria um grande movimento, pelo que a Câmara Municipal foi autorizada a contrair um empréstimo para este fim. Esta foi uma das linhas em Portugal que foram construídas por iniciativa das correspondentes autarquias, situação que aconteceu igualmente com os ramais de Tomar e Montemor.
Em 7 de Junho de 1907, um decreto autorizou a autarquia a fazer um empréstimo para a construção do ramal, no valor de 83.000$000, com juro de 7,5%, destinado unicamente à construção, tendo a autarquia acordado em pagar a diferença entre o rendimento bruto anual do Ramal, incluindo os impostos, e o valor do juro e das amortizações. Este empréstimo, que tinha um prazo de 30 anos, foi feito à Caixa Geral de Depósitos. Um dos engenheiros que trabalhou na construção do ramal foi Raul da Costa Couvreur.
O Ramal de Aldegalega foi inaugurado em 4 de Outubro de 1908, sendo a sua exploração feita através da divisão do Sul e Sueste da operadora Caminhos de Ferro do Estado.

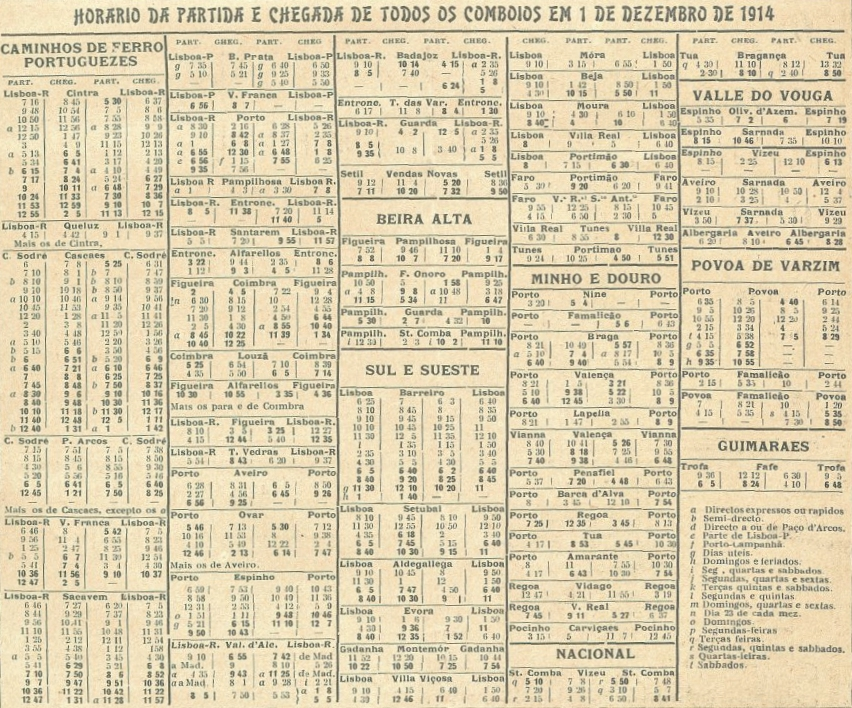
Horários em 1914, incluindo de Lisboa (Barreiro) até Aldegallega.

### Primeiros anos
Logo em 12 de Outubro de 1908, a Associação Comercial pediu à autarquia para intervir junto do estado, de forma a criar mais dois comboios, que serviriam para transportar o correio proveniente de todo o país. A Associação Comercial também solicitou uma redução nos preços dos bilhetes de ida e volta entre Aldeia Galega e o Pinhal Novo, com paragem nos Sarilhos Grandes, e nas tarifas para o transporte de suínos ao longo do ramal, pedidos estes que foram satisfeitos. Tal como tinha sido previsto, o ramal teve muito movimento nos primeiros anos, pelo que a autarquia pôde pagar na totalidade o empréstimo, que foi distratado por um decreto de 1 de Maio de 1911.

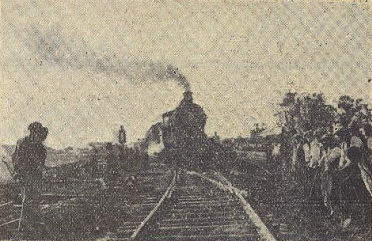
Obras de via no Pinhal Novo, em 1934.

### Décadas de 1920 e 1930
Em 1927, os Caminhos de Ferro do Estado foram integrados na Companhia dos Caminhos de Ferro Portugueses, que passou a explorar as antigas linhas do estado em 11 de Maio desse ano.
Nesse ano iniciaram-se os estudos para a revisão do plano da rede ferroviária, tendo sido reavivada a ideia de Miguel Pais para uma ponte do Montijo a Lisboa. O projecto da Linha do Sorraia, proposto pelo engenheiro José Fernando de Sousa, partia de Ponte de Sor e seguia até ao Montijo, onde se ligaria com o ramal, e depois seguia até Lisboa numa ponte rodoferroviária, onde entroncaria com a Linha do Norte na zona dos Grilos. Este projecto foi inserido no Plano Geral da Rede Ferroviária, publicado pelo Decreto n.º 18:190, de 28 de Março de 1930. Esta linha facilitaria o acesso de Lisboa às linhas ao Sul do país e à fronteira com Espanha, e ajudaria a a desenvolver as zonas da margem Sul do Tejo.
A partir do dia 30 de Maio de 1933, a Companhia dos Caminhos de Ferro Portugueses passou a transportar os passageiros por autocarros neste ramal, ficando apenas duas composições diárias de mercadorias. Em 16 de Janeiro de 1935, a Gazeta dos Caminhos de Ferro noticiou que já tinham sido concluídas as obras de expansão da estação do Pinhal Novo, tendo sido modificado o traçado no início do Ramal do Montijo, numa extensão aproximada de 500 m.
Em 1 de Outubro de 1939, a Gazeta dos Caminhos de Ferro noticiou que, devido ao deflagrar da Segunda Guerra Mundial, a Companhia dos Caminhos de Ferro Portugueses iria suspender vários comboios nos dias seguintes, incluindo pelo menos um até ao Montijo.

### Década de 1950
Um despacho da Direcção-Geral de Transportes Terrestres de 17 de Outubro de 1952, publicado no Diário do Governo n.º 253, II Série, de 25 de Outubro, aprovou os projectos da Companhia dos Caminhos de Ferro Portugueses de aditamento à tarifa especial n.º 1, para bilhetes de comboios tranvias, e à tarifa especial n.º 4, para bilhetes de assinatura, devido à abertura do Apeadeiro de Jardia, no Ramal do Montijo.

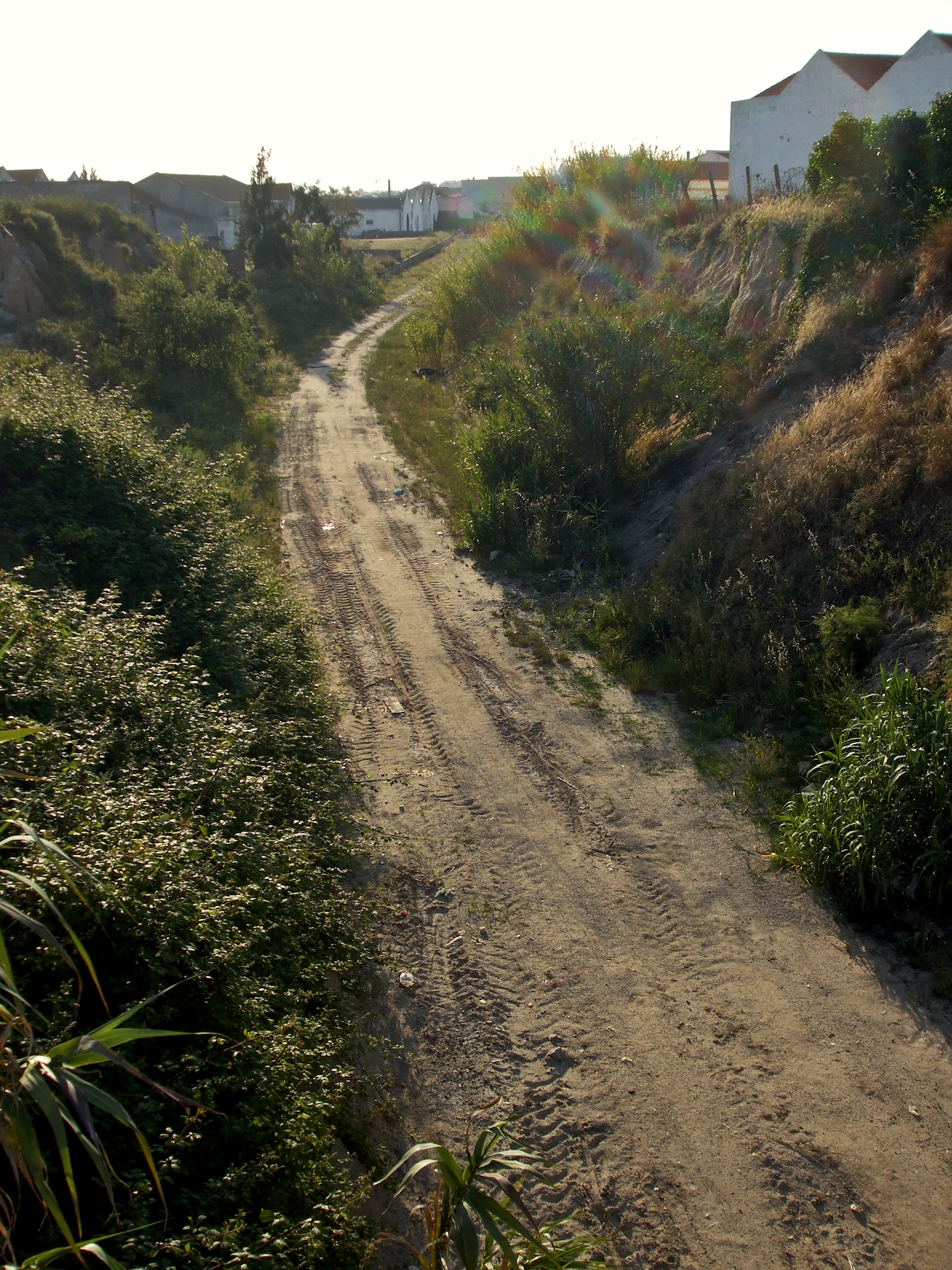
Antigo canal de via junto ao Montijo, em 2009.

## Encerramento e conversão em ecopista
A circulação no Ramal foi suspensa em 1989, devido principalmente a motivos económicos. O processo de encerramento do ramal não foi alvo de protestos por parte da população.
Em Julho de 2002, previa-se que a Câmara Municipal de Palmela assinasse um acordo com a Rede Ferroviária Nacional, para a instalação da Ecopista de Pinhal Novo, no antigo Ramal de Montijo; este projecto, que seria implementado pela transportadora, com o apoio da autarquia, consistia na construção de uma zona de lazer, para meios de transporte não motorizados, entre a Rua Luís de Camões, no Pinhal Novo, até à fronteira da freguesia, de forma a revitalizar aquela zona.

### Movimento de passageiros e mercadorias
Este ramal foi utilizado por composições de mercadorias, como o transporte de gado, especialmente suíno, até à Estação do Montijo. Com efeito, o ramal veio trazer um grande desenvolvimento à indústria do Montijo, ao facilitar o transporte dos suínos, que vinham principalmente do Alentejo.

## Leitura recomendada
- BALDRICO, Joaquim (2015). Do sonho à Realidade: o ramal de caminho de ferro da Aldeia Gallega 1854-1911. Santa Maria da Feira: Rainho & Neves. 150 páginas. ISBN 978-989-20-5326-4